# Тімшерське сільське поселення
Тімше́рське сільське поселення (рос. Тимшерское сельское поселение) — муніципальне утворення у складі Усть-Куломського району Республіки Комі, Росія. Адміністративний центр — селище Тімшер.

## Населення
Населення — 1219 осіб (2017, 1444 у 2010, 1828 у 2002, 2310 у 1989).

## Склад
До складу поселення входять такі населені пункти:
| Населений пункт  | Населення, осіб (1989) | Населення, осіб (2002) | Населення, осіб (2010) |
| ---------------- | ---------------------- | ---------------------- | ---------------------- |
| Лоп'ювад, селище | 639                    | 525                    | 362                    |
| Тімшер, селище   | 1671                   | 1303                   | 1082                   |